# Georgina Jane Burgess
Georgina Jane Burgess, född 1836, död 1904, var en nyzeeländsk hotellägare och postmästare. Hon drev hotellet i Burke Pass från 1861 och var även postmästare där 1890-94. Trakten var isolerad men en stor genomfartsort, och Burgess tillhör de mer kända gestalterna i kolonins nybyggarhistoria. Hon agerade också lokal barnmorska. 